# NAFO (fenomen internetowy)

Nieoficjalne logo NAFO (wariant bez psów Shiba Inu)

NAFO (North Atlantic Fellas Organization nawiązujące do North Atlantic Treaty Organization, NATO) – internetowy mem i ruch w mediach społecznościowych poświęcony przeciwdziałaniu rosyjskiej propagandzie i dezinformacji na temat rosyjskiej inwazji na Ukrainę w 2022 roku.
Oprócz zamieszczania niepoważnych komentarzy na temat wojny i memów promujących Ukrainę lub wyśmiewających rosyjskie działania wojenne i strategię (tzw. shitposting), grupa zbiera również fundusze na ukraińskie wojsko i inne proukraińskie cele. Najbardziej typową reprezentacją graficzną członka NAFO – zwanego fella – jest pies rasy shiba (znany szerzej w internecie jako pieseł (ang. doge)) lub jako grupa psów w przebraniu żołnierzy.
Według The Economist „frywolność NAFO przesłania jego rolę jako wyjątkowo udanej formy wojny informacyjnej”.

## Historia

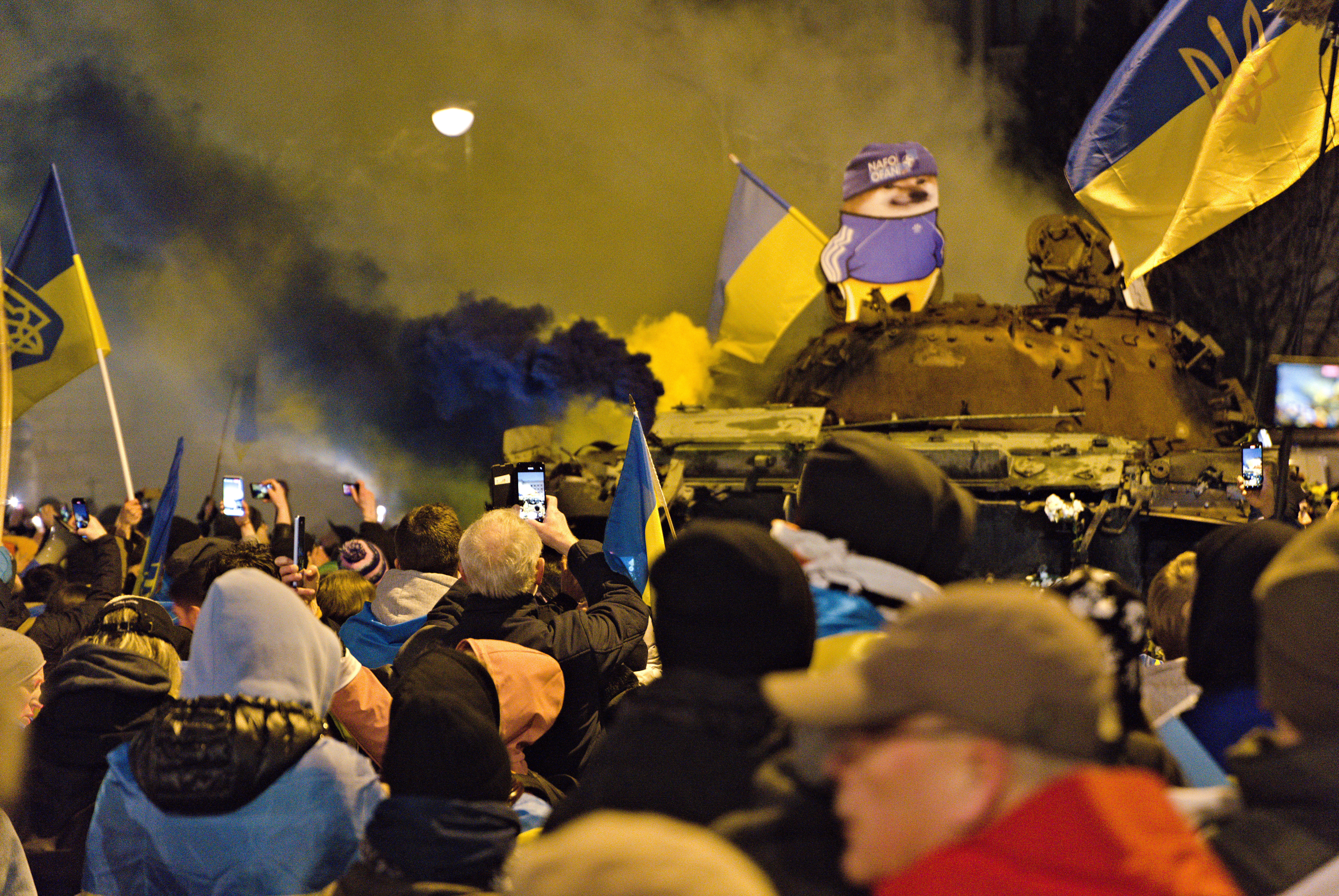
Fella na zniszczonym rosyjskim czołgu podczas protestu przed rosyjską ambasadą w Berlinie

Mem powstał w maju 2022 roku, kiedy użytkownik Twittera „Kama_Kamilia” zaczął dodawać psa shiba do zdjęć z Ukrainy. Pies ten, zwany piesełem, jest obecny w kulturze internetowej od co najmniej 2010 roku.
Po pewnym czasie Kama_Kamillia zaczął tworzyć awatary fellas dla osób, które przekazały darowiznę na rzecz Gruzińskiego Legionu Narodowego. Fellas jest uważane przez NAFO za określenie neutralne płciowo. Najliczniej reprezentowaną grupą wśród „członków” NAFO są obywatele Europy środkowej i wschodniej, a także emigranci z tego regionu. Niemiecka gazeta Berliner Kurier szacuje, że grupa obejmuje „dziesiątki tysięcy” współpracowników (według stanu na wrzesień 2022 r.). Fellas są dodawani do różnych prawdziwych zdjęć i filmów przedstawiających ukraińskich żołnierzy lub inne działania wojenne, aby kpić z rosyjskiego wojska i chwalić ukraińską armię. NAFO określa swoich przeciwników (w sieci i na rzeczywistym froncie wojennym) mianem watników.
W czerwcu 2022 roku NAFO zyskało rozgłos w internecie po interakcji na Twitterze między rosyjskim dyplomatą Michaiłem Uljanowem a kilkoma anonimowymi kontami fellas.
Według Wall Street Journal, proukraińska zbiórka pieniędzy i sprzedaż gadżetów ma wynosić „ponad 1 milion dolarów, ale nie prowadzi się oficjalnych rachunków”, więc nie można tego twierdzenia niezależnie zweryfikować. W sierpniu 2022 roku NAFO zbierało pieniądze na Signmyrocket.com – stronie internetowej, na której ludzie płacą za niestandardowe wiadomości napisane na ukraińskich pociskach artyleryjskich i sprzęcie wojskowym. W efekcie promowanej zbiórki działo armaty samobieżnej 2S7 Pion, należącej do armii ukraińskiej, ozdobiono napisem „Super Bonker 9000” i naklejką kija bejsbolowego z napisem „NAFO-Article 69".
Niemiecki nadawca telewizyjny ZDF odrzuca pogląd, że NAFO jest operacją amerykańskiego wywiadu: „fakt, że NAFO jest finansowane przez CIA, jest tylko samodeprecjonującym żartem wśród użytkowników Twittera”.

## Odbiór
NAFO zostało opisane przez politologa, szkolącego żołnierzy Bundeswehry w zakresie mediów społecznościowych, jako „odpowiedź zachodniego społeczeństwa obywatelskiego na rosyjskie kampanie informacyjne”. Ma to być część większej „bitwy o suwerenność interpretacji” na wspólnych przestrzeniach internetowych. Według Politico „Zagłębić się w NAFO to przejść błyskawiczny kurs tego, jak społeczności internetowe – od Państwa Islamskiego, przez radykalnie prawicowy ruch boogaloo, aż po tę zdezorganizowaną bandę sieciowych wojowników – zmieniły Internet w broń”.
Brytyjsko-libański dziennikarz Oz Katerji zapewnia, że NAFO „utrudniło działanie rosyjskim propagandystom i sprawiło, że w efekcie wyszli na absurdalnych i śmiesznych”. Ambasador Ukrainy w Australii i Nowej Zelandii Wasyl Myrosznyczenko zauważył, że oddolny, zdecentralizowany charakter NAFO jest ważną częścią jego siły.
Według jednej z analiz, „głównie anglojęzyczne memy podtrzymały zainteresowanie Zachodu wojną w Ukrainie – zainteresowanie, które jest kluczowe, biorąc pod uwagę znaczenie zachodniej broni dla sił ukraińskich”. Amerykański podpułkownik Steve Speece z Modern War Institute w West Point argumentuje, że „treści memów udostępniane w kanałach NAFO są prawie wyłącznie anglojęzyczne i prawdopodobnie nie są przeznaczone dla rosyjskich odbiorców”.
Według „Berliner Kurier” NAFO – podobnie jak prawdziwe NATO – również ma „artykuł 5", który mówi o obowiązku wzajemnej pomocy. Oznacza to, że każdy fella może wezwać innych na pomoc, jeśli zostanie zaatakowany lub napotka na poważną dezinformację. W tym celu członkowie NAFO używają hashtagu #NAFOarticle5 – gdy go użyją, otrzymują wsparcie od innych fellas. Analityk niemieckiej Rady Stosunków Zagranicznych ocenił, że ta taktyka jest „bardzo skuteczna”.
Choć Rosja w przeszłości skutecznie wykorzystywała farmy trolli, jej zdezorientowane reakcje na NAFO mogą wynikać z „mętnej ideologicznej propagandy na temat Ukrainy”. Według jednostki wojsk cybernetycznych armii USA – 780 Brygady Wywiadu Wojskowego „Dla społeczności internetowej takiej jak NAFO, wroga wzmianka z oficjalnego źródła propagandy o jej celu istnienia jest dowodem na to, że ośmieszenie tegoż źródła osiągnęło pożądany efekt”.

## Rozpoznawalność
28 sierpnia 2022 r. oficjalne konto Ministerstwa Obrony Ukrainy na Twitterze wyraziło uznanie dla NAFO, przedstawiając zdjęcie wystrzeliwanych rakiet i zadowolonego fella, ubranego w mundur bojowy.
Wysocy rangą wojskowi oraz osoby publiczne w Ukrainie i w krajach NATO zmieniali swoje twitterowe awatary na fella. 30 sierpnia 2022 r. minister obrony Ukrainy Ołeksij Reznikow zmienił tymczasowo swój awatar na Twitterze na stworzonego specjalnie dla niego fella. Zrobili to także: były prezydent Estonii Toomas Hendrik Ilves, obecna premier Estonii Kaja Kallas, minister spraw zagranicznych Litwy Gabrielius Landsbergis, kongresmen Adam Kinzinger oraz generał dywizji armii Stanów Zjednoczonych Patrick J. Donahoe.

## Krytyka
NAFO skrytykowali współpracownicy Aleksieja Nawalnego – szef FWK Marija Piewczich i Leonid Wołkow krytykowali NAFO za odczłowieczanie Rosjan. W odpowiedzi NAFO ogłosiło, że pomimo krytyki nadal będzie dehumanizować Rosjan.